# Иепе
Иепе (порт. Iepê)  —  муниципалитет в Бразилии, входит в штат Сан-Паулу. Составная часть мезорегиона Ассис. Входит в экономико-статистический  микрорегион Асис. Население составляет 6978 человек на 2006 год. Занимает площадь 596,066 км². Плотность населения — 11,7 чел./км².

## Статистика
- Валовой внутренний продукт на 2003 составляет 77.889.050,00 реалов (данные: Бразильский институт географии и статистики).
- Валовой внутренний продукт на душу населения на 2003 составляет 10.961,03 реалов (данные: Бразильский институт географии и статистики).
- Индекс развития человеческого потенциала на 2000 составляет 0,750 (данные: Программа развития ООН).